# Тит Сабиний Барбар
Тит Сабиний Барбар (лат. Titus Sabinius Barbarus) — римский политический деятель первой половины II века.
О происхождении Барбара нет никаких сведений. В эпоху правления императора Траяна он был легатом III Августова легиона, дислоцировавшегося в провинции Нумидия. Барбар занял эту должность примерно в 116 году. Его предшественником был Луций Стертиний Квинтилиан Ацилий Страбон Гай Куриаций Матерн Клодий Нумм. После смерти Траяна в 117 году, Барбар оставался на посту легата, но был отозван с него не позднее июля 118 года, когда в документах арвальских братьев он упоминается в качестве консула-суффекта вместе с Луцием Помпонием Бассом. Оба консула находились на своих должностях и в августе, когда новый император Адриан прибыл в Рим.